# محمدنبی واصل
میرزا محمدنَبی واصل ملقب به دبیرالمُلک (۱۲۴۴ ق. - ۲۰ ثور (اردیبهشت) ۱۲۷۱ خورشیدی) از شاعران فارسی‌زبان افغانستان و دبیر دربار امیر عبدالرحمن‌خان، پادشاه افغانستان بود.
او در شعر فارسی پیرو حافظ است و سبک عراقی را در افغانستان زنده کرد. مهارت او در غزل‌سرایی بوده است.